# Lambda Serpentis
Lambda Serpentis (λ Ser / 27 Serpentis / HD 141004 / GJ 598) es una estrella de magnitud aparente +4,43 que forma parte de la constelación de Serpens. Está situada en el centro de Serpens Caput —la cabeza de la serpiente—, a poco más de 1º de Unukalhai (α Serpentis).
Se encuentra a 38,3 años luz de distancia del sistema solar.
Lambda Serpentis es una enana amarilla de tipo espectral G0V cuyas características físicas permiten definirla como un análogo solar. 
Tiene una temperatura efectiva de 5877 K y una luminosidad el doble de la luminosidad solar. Su diámetro es más grande que el del Sol, entre el 33% y el 39% mayor, y su masa se estima en 1,08 masas solares.
Asimismo, presenta una metalicidad comparable a la del Sol; las abundancias relativas de diversos elementos químicos —hierro, sodio, calcio o magnesio, entre otros— son prácticamente iguales a las del Sol.
Lambda Serpentis parece tener una edad de 5600 millones de años, siendo unos 1000 millones de años más antigua que el Sol. Su edad estimada mediante girocronología —basada en su período de rotación de 25,8 días— es también muy similar, aproximadamente 5570 millones de años. No se ha detectado la presencia de un campo magnético en su superficie.
Las estrellas conocidas más cercanas a Lambda Serpentis son γ Serpentis y Gliese 585, respectivamente a 6 y 8 años luz de distancia.